# Aglaophenia laxa
Aglaophenia laxa is een hydroïdpoliep uit de familie Aglaopheniidae. De poliep komt uit het geslacht Aglaophenia. Aglaophenia laxa werd in 1876 voor het eerst wetenschappelijk beschreven door Allman. 